# Облачност
Облачност представља укупност облака који су уочљиви на небу, посматрано у одређеном тренутку или периоду. Изражава се у десетинама од 0 до 10 или у процентима покривености неба облацима. Облачност је једна од најважнијих климатских елемената.

## Мерење облачности
За мерење облачност не постоји никакав инструмент. Она се процењује „одока“, простим осматрањем неба. Уколико се на своду не уочавају облаци, онда је време ведро, ако је покривеност до пет осмина то је умерено облачно, док у случају целокупне покривености неба, говоримо о потпуно облачном времену. У случају када су облаци „разбацани“ по небу, приступа се њиховом визуелном груписању о одређивању облачности. Метеорологија и климатологија баве се осматрањем, проучавањем и дефинисањем овог климатског елемента.

## Годишњи ток облачности
Релативна влажност и облачност имају углавном подударне годишње токове. Највећа облачност је око екватора, у суптропским пределима током зиме, као што је и случај са умереним појасом. Најмања облачност је у поларним предлима и у летњим месецима у умереном појасу. Просечна облачност на планети Земљи је 54,4% (тј, 5,5). Она је увек већа изнад океана, а мања изнад копна. Посматрано по месецима у години — јул је најоблачнији, а март и април су најведрији. На картама се овај тренд најверније приказује изонефама. Место са највећим износом облачности на свету је Бен Невис у Шкотској.

## Облачност у Србији
У Панонској низији годишњи износ облачност ти је прилично мали, само 56%. Најмањи је у јулу и августу — 37-40%, а највећи у децембру — 73%.
У Планинској области просечна годишња облачност има вредност од 55-60%. Расте од истока ка западу и од севера ка југу. Децембар је најоблачнији месец са око 80%, а лети, током јула и августа достиже 20-40%.